# Seosaeng-myeon
Seosaeng-myeon (koreanska: 서생면) är en socken i landskommunen Ulju-gun som i sin tur är en del av stadskommunen Ulsan i den sydöstra delen av Sydkorea, 300 km sydost om huvudstaden Seoul.
Kärnkraftverket Kori ligger delvis i Seosaeng-myeon, resten ligger i Jangan-eup. 